# Солоний (Ішимбайський район)
Соло́ний (рос. Солёный, башк. Солёный) — хутір у складі Ішимбайського району Башкортостану, Росія. Входить до складу Петровської сільської ради.